# Ґзовиці-Кольонія
Ґзовиці-Кольонія (пол. Gzowice-Kolonia) — село в Польщі, у гміні Єдльня-Летнісько Радомського повіту Мазовецького воєводства.
Населення — 114 осіб (2011).

## Демографія
Демографічна структура станом на 31 березня 2011 року:
|          | Загалом | Допрацездатний вік | Працездатний вік | Постпрацездатний вік |
| -------- | ------- | ------------------ | ---------------- | -------------------- |
| Чоловіки | 63      | 12                 | 44               | 7                    |
| Жінки    | 51      | 11                 | 27               | 13                   |
| Разом    | 114     | 23                 | 71               | 20                   |